# Чапаш
Чапаш (баш. Сапаш) — деревня в Караидельском районе Республики Башкортостан Российской Федерации. Входит в состав Караидельского сельсовета.

## География

### Географическое положение
Расстояние до:
- районного центра (Караидель): 20 км,
- центра сельсовета (Караидель): 20 км,
- ближайшей ж/д станции (Щучье Озеро): 119 км.

## Население
| 2002 | 2009 | 2010 |
| ---- | ---- | ---- |
| 218  | ↘192 | ↗213 |

Национальный состав
Согласно переписи 2002 года, преобладающая национальность — марийцы (82 %).